# Andrzej Tarkowski
Pour les articles homonymes, voir Tarkovski.
Andrzej Krzysztof Tarkowski, né le 4 mai 1933 à Varsovie, et mort le 23 septembre 2016, est un embryologiste polonais et professeur à l'université de Varsovie.

## Prix et honneurs
Il a reçu en 2000 le titre de docteur honoris causa de l'université Jagellonne de Cracovie.
En 2002, Andrzej Tarkowski et Anne McLaren ont remporté le prix japonais pour leurs découvertes concernant le développement précoce des embryons de mammifères.

## Principales publications
1. (en) (1959) Experiments on the development of isolated blastomeres of mouse eggs, Nature 184, pp. 1286-1287
2. (en) (1961) Mouse chimaeras developed from fused eggs, Nature 190, pp. 857-860.
3. (en) (1966) An air-drying method for chromosome preparations from mouse eggs, Cytogenetics 5, pp. 394-400.
4. (en) A. Tarkowski et J. Wroblewska, (1967) Development of blastomeres of mouse eggs isolated at the 4- and 8-cell stage, J. Embryol. exp. Morph., 18, pp. 155-180.
5. (en) A. Tarkowski, A. Witkowska et J. Nowicka, (1970) Experimental parthenogenesis in the mouse, Nature 226, pp. 162-165.
6. (en) A. Tarkowski et J. Rossant, (1976) Haploid mouse blastocysts developed from bisected zygotes, Nature 259, pp. 663-665.
7. (en) A. Tarkowski, A. Witkowska et J. Opas, (1977) Development of cytochalasin B-induced tetraploid and diploid/tetraploid mosaic mouse embryos, J. Embryol. exp. Morph. 41, pp. 47-64.
8. (en) A. Tarkowski, R. Czolowska et J. A. Modlinski, (1984) Behaviour of thymocyte nuclei in non-activated and activated mouse oocytes, J. Cell Sci. 69, pp. 19-34.
9. (en) A. Tarkowski et Kubiak, (1985) Electrofusion of mouse blastomeres, Exp. Cell Res. 157, pp. 561-566.
10. (en) A. Tarkowski et al. (2001), Mouse singletons and twins developed from isolated diploid blastomeres supported with tetraploid blastomeres, Int. J. Dev. Biol. 45, pp. 591-596.
11. (en) A. Tarkowski et al., (2005) Identical triplets and twins developed from isolated blastomeres of 8- and 16-cell mouse embryos supported with tetraploid blastomeres, Int. J. Dev. Biol. 49, pp. 825-832.
12. (en) Suwińska et al., (2005) Experimentally produced diploid-triploid mouse chmaeras develop up to adulthood, Mol. Rep. Dev. 72, pp. 362-376.
13. (en) A. Tarkowski et al., (2010) Individual blastomeres of 16- and 32- cell mouse embryos are able to develop into foetuses and mice, Dev. Biol. 348, pp. 190-198.